# Eremonotus
Eremonotus là một chi rêu trong họ Asilidae.